# Bandera d'Hostalric
La bandera oficial d'Hostalric té el següent blasonament:
Bandera apaïsada de proporcions dos d'alt per tres de llarg, vermella amb un castell sobremuntat d'un estel de vuit puntes, tots dos grocs, situats en el centre òptic del drap, és a dir a 4/9 parts a partir del pal.
Va ser aprovada el 24 de gener de 1995 i publicada en el DOGC el 3 de febrer del mateix any amb el número 2007.